# Sandro Perri
Sandro Perri (Toronto, ...) è un musicista e produttore discografico canadese di origini italiane.
È noto per i suoi progetti Polmo Polpo, Glissandro 70 e per essere stato membro dei Great Lake Swimmers. Il suo stile molto eclettico ha spaziato fra il post rock, la musica ambientale, la musica dance e il folk acustico.

## Biografia
Di origini italiane (il padre era romano di origini calabresi), fra il 1999 e il 2002 Perri ha esordito con alcuni vinili da dodici pollici autoprodotti, le cui tracce verranno poi raccolte su The Science of Breath (2002), attribuito a Polmo Polpo. Ad esse è seguito il suo primo album in studio Like Hearts Swelling (2003) uscito per la Constellation Records. Nel mentre è entrato a far parte dei Great Lake Swimmers. Successivamente, Perri ha adottato il suo vero nome per Tiny Mirrors (2007) e Impossible Spaces (2011), quest'ultimo acclamato dalla critica e inserito al trentottesimo posto fra i migliori album del 2011 dal sito Pitchfork. Sempre nel 2011, Perri ha partecipato al National Parks Project, che lo ha visto realizzare la colonna sonora di un documentario sul Parco nazionale della Bruce Peninsula (Ontario) con i musicisti Christine Fellows e John K. Samson. Nel 2019 ha pubblicato Soft Landing, album per chitarra inserito al ventinovesimo posto degli album migliori dell'anno dalla rivista Rumore.

## Discografia

### Sandro Perri

#### Album
- 2006 - Plays Polmo Polpo
- 2007 - European Tour 2007
- 2007 - Tiny Mirrors
- 2011 - Impossible Spaces
- 2018 – In Another Life
- 2019 - Soft Landing

#### Singoli ed EP
- 2012 - Love & Light/The Drums
- 2012 - Changes/Love & Light
- 2013 - Spaced Out

### Polmo Polpo

#### Album
- 2002 - The Science of Breath
- 2003 - Like Hearts Swelling

#### Singoli ed EP
- 1999 - Polmo Polpo / Cog Split (split EP con Cog)
- 2001 - Acqua/Oarca
- 2002 - Tinketertoy / Polmo Polpo (split EP con Tinkertoy)
- 2002 - Riva/Rottura
- 2005 - Kiss Me Again and Again

### Off World

#### Album
- 2016: 1
- 2017: 2

### Glissandro 70

#### Album
- 2006 - Glissandro 70

### Dot Wiggin

#### Singoli ed EP
- 2000 - Dot Wiggin

### Continuous Dick

#### Singoli ed EP
- 2005 - Birth Of A Dick